# Oncostemum scabridum
Oncostemum scabridum är en viveväxtart som beskrevs av Carl Christian Mez. Oncostemum scabridum ingår i släktet Oncostemum och familjen viveväxter. Inga underarter finns listade i Catalogue of Life.